# Víctor Matthias
Víctor Matthias (Lima, 1 de mayo de 1955) es un exfutbolista peruano que jugaba como volante o defensa central.

## Trayectoria
Fue campeón nacional con el Sport Boys en 1984. Vistió además los uniformes de Atlético Chalaco (donde fue subcampeón del Descentralizado 1979) y Deportivo Municipal, entre otros clubes.

## Clubes
| Club                | País      | Año       |
| ------------------- | --------- | --------- |
| Carlos Concha       | Perú      | 1972      |
| Atlético Chalaco    | Perú      | 1972-1981 |
| Deportivo Táchira   | Venezuela | 1982      |
| Deportivo Municipal | Perú      | 1983      |
| Sport Boys          | Perú      | 1984-1985 |
| Mina San Vicente    | Perú      | 1986-1987 |

## Palmarés

### Títulos nacionales
| Título           | Club       | País | Año  |
| ---------------- | ---------- | ---- | ---- |
| Primera División | Sport Boys | Perú | 1984 |